# 樊士信
樊士信，湖北应城人。明朝政治人物、进士。
洪武十八年（1385年），樊士信中乙丑科进士，授兵部主事。建文年间，其监督军饷协助阻击燕王朱棣部队，并大败燕兵，率人刻石记录。朱棣在攻破徐州后，发现该碑，并派人调查追捕，樊士信遂被逮捕杀害。